# Snarl
Snarl es un personaje ficticio del mundo de los Transformers. Él es miembro del cuerpo de los Autobots perteneciente al subgrupo de los Dinobots.

## Transformers: Generación 1
Snarl pertenece a los Autobots es un miembro del equipo de los Dinobots liderados por Grimlock es el último de los Dinobots él es el Dinobot más tímido aunque siempre fiel y leal a su líder Grimlock, Snarl olvida su timidez en la batalla ya que su valentía es mayor que su tamaño, aunque su actuación en las batallas del 2005 para la tercera temporada fueron excluidas y no fueron tan sobresalientes Snarl se vio ayudando muy pocas veces a los Autobots y en compañía de su líder Grimlock. Su modo alterno (vehículo) es el de un Estegosaurio.

## Transformers Animated
Snarl es un Triceratops más similar al Slag original que el de G1 él era un dinosaurio animatronico de un museo prehistórico hasta que un día por un accidente de Bulkhead, Megatron quien estaba en un inaceptable estado de combate decide usar a esos dinosaurios anomatronicos pidiéndole a Isaac Sumdac que le ponga unas mejorias ya que Megatron lo hizo sijilosamente, los dinosaurios animatronicos empezaron a causar alboroto en la ciudad en ese entonces los Autobots junto con Sari Sumdac decide incrementarles la potencia en sus armas con la llave del Allspark debido a eso ellos cobran vida y empiezan a volver a ser manipulados por Megatron hasta que los mismos Autobots lograron detenerlos para luego desconectarlos, Prowl detectó la chispa de vida en ellos y decidió liberarlos junto con Bulkhead llevándolos así a una isla lejana y así que puedan vivir tranquilos pero cada cierto tiempo son manipulados por Blackarachnia y Meltdown quienes los usan para sus trabajos en contra de los Autobots.
En el episodio de la Tercera Temporada "Error Humano Parte II" se une con un miembro de los Constructicons Scrapper ya que este lo considera como una mascota, en ese episodio en homenaje al verdadero Dinobot de Generación uno, Scrapper le llama a este Slag, Sari Sumdac le pide que lo ayude a derrotar a Soundwave ya que Snarl también se ofrece a ayudar voluntariamente y también Wreck - Gar, ambos unen fuerzas para liberar a Optimus Prime y sus compañeoros, al final Soundwave es derrotado por Optimus Prime, Al final Snarl vuelve a las filas de lo Dinobots quien este rechaza a Scrapper tirándole una coz. Snarl no posee el habla al igual que Swoop y posee un garrote de púas que expande fuego lo cual lo hace ver más prehistórico.